# جون هوبكينز (لاعب كرة قدم أمريكية)
جون هوبكينز (بالإنجليزية: John Hopkins)‏ هو لاعب كرة قدم أمريكية أمريكي، ولد في 1969.